# توری ایموس
توری ایموس (به انگلیسی: Tori Amos؛ زاده‌شده به نام مایرا اِلِن اِیموس در ۲۲ اوت ۱۹۶۳) یک موسیقی‌دان اهل ایالات متحده آمریکا است. وی از سال ۱۹۷۹ میلادی تاکنون مشغول فعالیت بوده‌است.
اِیموس یکی از خوانندگان آلترنتیو راک دههٔ ۹۰ میلادی بود که آثارشان را در قالب ترکیبی از اشعار جسورانه با تمایلی آشکار به موسیقی دههٔ ۷۰ ارائه می‌کردند. ترانه‌های «هی ژوپیتر»، «زمستان»، «در دورهٔ شباب افسونگریش» «دختر کورن‌فلکسی»، «مصلوب شده» و «بیوهٔ حرفه‌ای» از جمله آثار معروف او در دههٔ ۹۰ هستند.

## ترانه‌شناسی
آلبوم‌های استودیویی
- زمین‌لرزه‌های کوچک (۱۹۹۲)
- Under the Pink (۱۹۹۴)
- Boys for Pele (۱۹۹۶)
- From the Choirgirl Hotel (۱۹۹۸)
- To Venus and Back (۱۹۹۹)
- Strange Little Girls (۲۰۰۱)
- Scarlet's Walk (۲۰۰۲)
- The Beekeeper (۲۰۰۵)
- American Doll Posse (۲۰۰۷)
- Abnormally Attracted to Sin (۲۰۰۹)
- Midwinter Graces (۲۰۰۹)
- شب شکارچیان (۲۰۱۱)
- گرد طلا (۲۰۱۲)
- Unrepentant Geraldines (۲۰۱۴)
- مهاجم محلی (۲۰۱۷)
- اقیانوس به اقیانوس (۲۰۲۱)[۸]